# Радзивилл, Юзеф Николай
Князь Юзеф Николай Радзивилл (13 ноября 1736, Краков — 15 февраля 1813) — государственный деятель Великого княжества Литовского, восьмой ординат клецкий (1759—1813), писарь великий литовский (1764—1773), воевода минский (1773—1784), каштелян трокский (1784—1788), последний воевода трокский (1788—1795).

## Биография
Представитель княжеского рода Радзивиллов герба Трубы. Единственный сын кравчего великого литовского и генерал-лейтенанта литовской армии Мартина Николая Радзивилла (1705—1782) от первого брака с Александрой Бельхацкой (1712—1736). Старший брат воеводы виленского Михаила Иеронима Радзивилла.
До двенадцати лет Юзеф Николай находился под опекой психически больного отца Мартина Николая Радзивилла, а когда его признали недееспособным, был отдан на воспитание своему родственнику, подчашему великому литовскому Иерониму Флориану Радзивиллу. Был физически неполноценным, учился в Варшаве.
Юзеф Николай Радзивилл занимал ряд государственных должностей. 11 декабря 1764 года получил должность писаря великого литовского. 29 мая 1773 года был назначен воеводой минским. 3 февраля 1784 года получил должность каштеляна трокского, которую занимал четыре года. 9 февраля 1788 года стал последним воеводой трокским.
Посол на сеймы в 1760 и 1764 годах, маршалок Трибунала Великого княжества Литовского в 1782 году. В 1777 году стал кавалером Ордена Белого Орла.
В 1764 году Юзеф Николай Радзивилл поддержал избрание на польский престол Станислава Августа Понятовского. Сторонник группировки Чарторыйских — «Фамилии». В 1767 году, избранный маршалком Мозырьской конфедерации, присоединился к Радомской конфедерации.
В 1759 году получил во владение от отца Клецкую ординацию. Имел также имения в Польше (Неборув и Пшигодзице), был одним из опекунов над латифундиями Кароля Станислава Радзивилла Пане Коханку во время его эмиграции (1764—1768).

## Семья и дети
Юзеф Николай Радзивилл был дважды женат. В 1761 году женился на графине Анжелике Антонии Миончинской (род. 1744), дочери воеводы подляшского Антония Миончинского и Дороты Воронецкой. В 1782 году вторично женился на графине Виктории Остророг, дочери стольника черского.
Дети от второго брака:
- Антоний (ум. 1810), каноник виленский;
- Анна, жена Любанского;
- Виктория, жена воеводича новогрудского Ксаверия Неселовского;
- Констанция, жена русского генерала Чудовского.
- Александра (скоропостижно скончалась);
- Тереза (умерла в детстве);

После третьего раздела Речи Посполитой Юзеф Николай Радзивилл передал часть имений своим родным и остаток жизни провёл в Радзивиллимонтах. Был похоронен в Несвиже.